# 単式簿記
単式簿記（たんしきぼき、英語: Single-entry bookkeeping system）とは、簿記的取引をただ一つの科目に絞り記録・集計する記帳法のことをいう。

## 概要
複式簿記とは対照的に、資金の収支を重視し、財産・債務については収支の結果とする方法である点が異なる。
具体的には金銭出納帳や預金出納帳を用いて記載する事で、専門知識を持たずとも期中の収支とリアルタイムの残高を容易に把握できることが特徴である。
期首残高＋収益と、費用＋期末残高が必ず等しくなるので、月末や期末の決算で照合することが重要である。
資産状況が比較的単純な町内会やサークルの会計、家計簿やお小遣い帳などで用いられることが多い。広義においては公会計簿記（公営企業会計を除く）も単式簿記である。

## 歴史
18世紀のイギリスで、小売店の商人にとって複式簿記は複雑すぎるという不満があったため、ダニエル・デフォーが経営入門書『完全なるイギリス商人』で簡便な簿記を提案した。数学者のチャールズ・ハットンは、デフォーの提案を単式記帳（single entry）と呼んで体系化した。これがイギリスやアメリカに広まり、明治期に日本にも伝わった。